# ハンバーガー

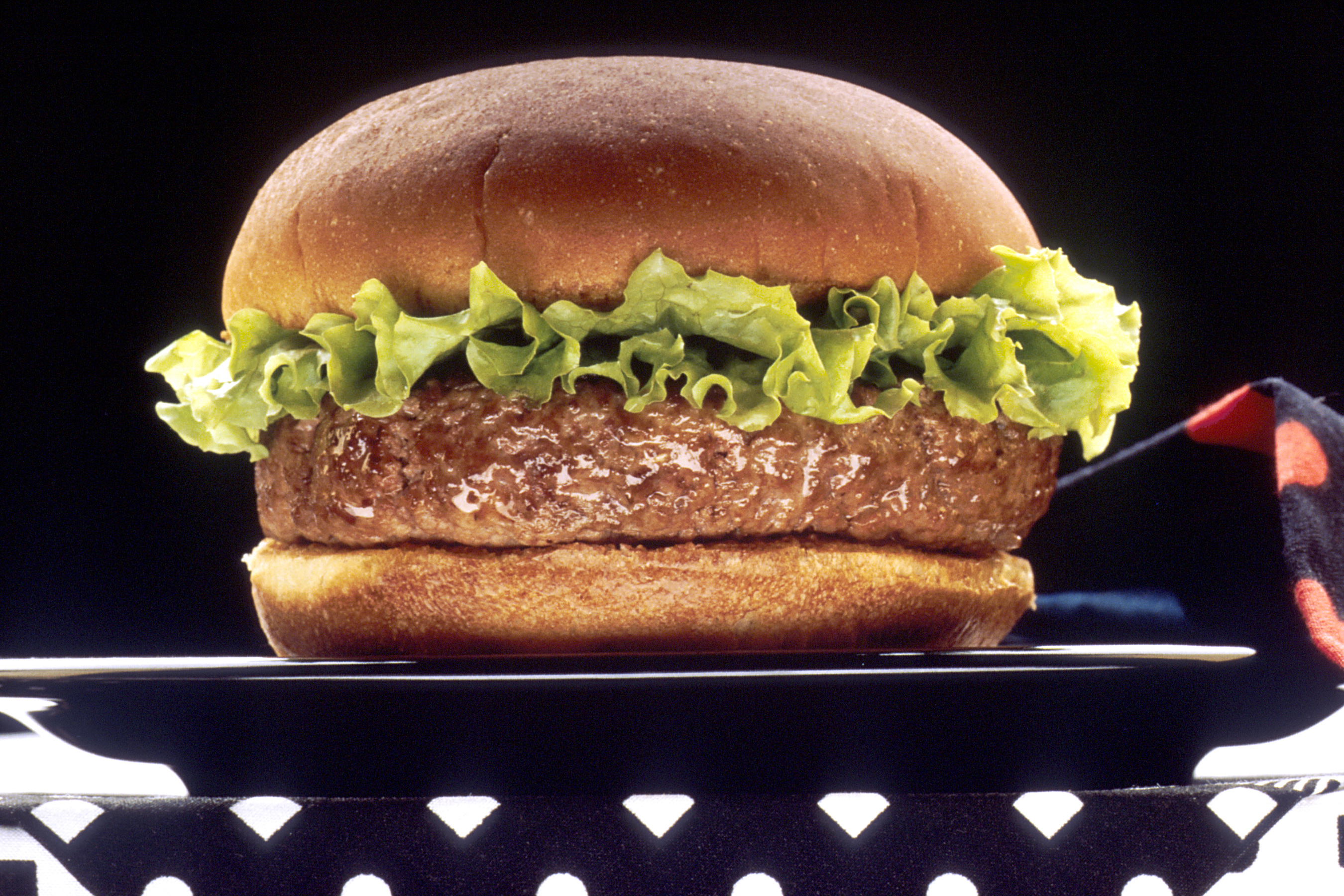
ハンバーガー

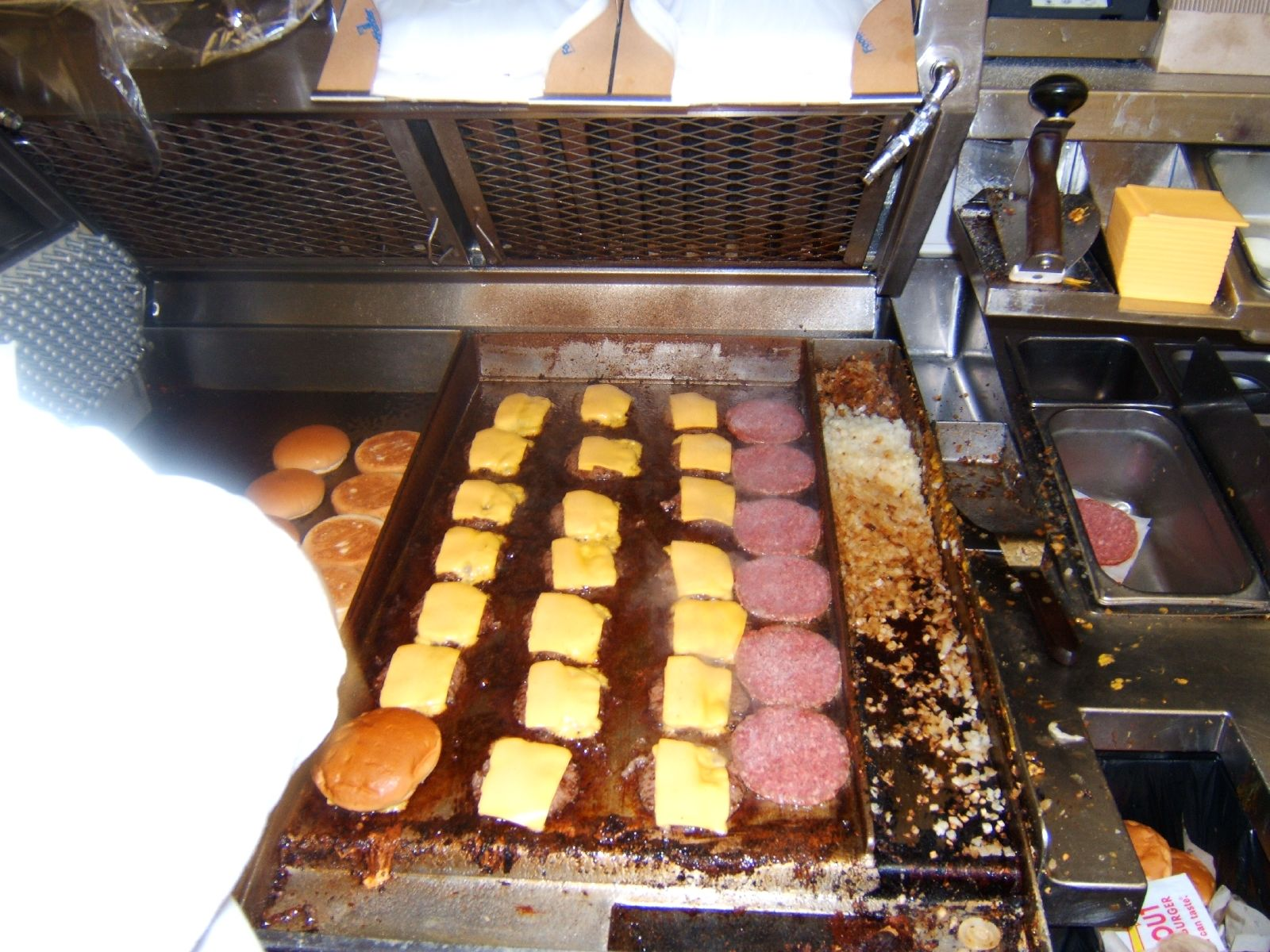
ファストフード店での調理の様子

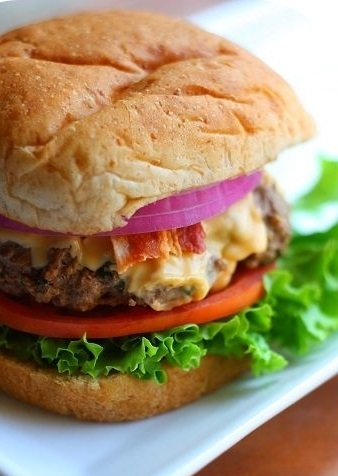
ベーコンチーズバーガー

ハンバーガー (hamburger) とは、牛肉のパティをバンズと呼ばれるパンに挟んだ食べ物。サンドイッチの一種。

## 概要
ハンバーガーは、アメリカ料理の代表の1つである。
ファストフードでの定番料理となっている。
牛肉の挽肉に塩、コショウを振って焼いたものをパンに挟んだ料理である。手軽に作れて、後片付けも簡単なため、バーベキューの際にもよく作られる。

## 歴史
18世紀から19世紀にかけて、ドイツのハンブルクでは、タルタルステーキを焼いて、目玉焼きやパンなどを添える料理が広まり、この料理がアメリカ合衆国に持ち込まれて、「ハンバーグ」と呼ばれるようになった。
ハンバーグはアメリカで人気となり、20世紀の初頭にはパンに挟んで食べられるようになった。19世紀半ばに改良型の肉挽き器が開発されたことで、大量の挽肉を容易に作れるようになったことも、アメリカでハンバーグが普及する後押しになっている。
ハンバーグをパンに挟んで食べることの発祥については以下のように所説があり、はっきりしない。
- 1900年にコネチカットの食堂で生まれた[1]。
- ウィスコンシン州のチャーリー・ナグリーンという人物が売れ残りのミートボールを売り捌くために始めた[1]。
- ニューヨーク州エリー郡ハンバーグ村（英語版）が名称の由来[1]。

記録では、1904年にセントルイスで開催された万国博覧会の会場内で「ハンバーガー」という表記で販売されていた。

## 各国のハンバーガー

### アメリカ
hamburgerという単語は「牛挽肉の料理」という意味を含むため、牛挽肉以外のものを使った場合ハンバーガーの名称が用いられることはない。例えばフィッシュ・サンドイッチ、チキン・サンドイッチ(chicken sandwich)、ステーキ・サンドイッチ(steak sandwich)などと呼ばれている。それ以外にも末尾に「バーガー」を付けるパターンもあり、例えば、植物由来の蛋白質からパテを作るインポッシブルフーズ社は、自社製品を使ったサンドウィッチを「ハンバーガー」ではなく「インポッシブルバーガー」と称している。

### 日本
第二次世界大戦後、長崎県の佐世保に駐留した米軍を通じて、本格的に日本にハンバーガーが持ち込まれたとされている。連合国軍最高司令官総司令部 （GHQ） に接収された三信ビルディングに1948年（昭和23年）秋に開店したレストラン「ニューワールドサービス」で提供されたほか、1950年（昭和25年）には東京・六本木に「ザ・ハンバーガー・イン」が創業する。また、佐世保市の米軍基地周辺では戦後すぐからハンバーガーを売り出す店があった。宮城県仙台市青葉区の「ほそやのサンド」（1949年（昭和24年）開業）は営業を継続している日本のハンバーガーショップとして日本最古であるが、同店は当初は山形県東根市のアメリカ軍キャンプ前に店を構えていた。
1959年にテレビアニメ『ポパイ』の放映が日本で始まり、ウインピーという名前のいつもハンバーガーを食べているキャラクターが登場する。日本ではハンバーグもハンバーガーも未だ一般化する以前であったが、アニメを見た子どもたちにとっては美味しそうな食べ物として認識された。
ファストフード店として日本に初めて上陸したバーガーショップは、1963年（昭和38年）に沖縄県北中城村屋宜原にオープンしたA&W屋宜原店である（ただし、当時の沖縄県はアメリカ統治下である）。同社はマクドナルドやKFCに10年も先駆けて日本に上陸している。牛豚肉のパティに限らず、鶏肉や魚介類、野菜料理（きんぴら等）を具材としたり、パンの代わりに米飯や野菜（レタス等）で挟んだりと、多様なハンバーガーが売り出されている。

#### グルメバーガー
ファストフード以外でも素材・製法にこだわった高級志向のハンバーガー専門店が1990年代後半から登場し始め、やがて「グルメバーガー」と呼ばれるようになる。1996年に本郷三丁目に開業した「ファイヤーハウス」がグルメバーガーの先駆者とされることが多いが、1990年に五反田で開業した「フランクリン・アベニュー （7025 Franklin Avenue）」を挙げる声もある。
ハンバーガーブログ「palog」を主宰するハンバーガー専門店食べ歩きブロガーのパイオニアでもあるイノウエシンゴが2007年に『リッチ リッチ バーガーズ』（洋泉社、ISBN 978-4862481931）を上梓し注目が集まった「値段も高いがクオリティも高いハンバーガー」に対し、当時は何にでも冠していた「グルメ」という単語を使って「グルメバーガー」という新語をテレビ局側が使いたがったというのが真相のようである。
イノウエは自身のブログで使用していた「リッチバーガー」という表現に対し、その単語を説明する際の台本に記述してあったのが「グルメバーガー」の語であった。イノウエは「グルメおにぎり」「グルメラーメン」とは呼ばないという理由から、「グルメバーガー」の語には乗り気ではなかった。
仮称だった「グルメバーガー」の語は、対案を提唱する勢力もなく、普及してゆくことになった。
後には「プレミアムバーガー」という表現も散見される。
チェーン店では、2015年にフレッシュネスが「Crown House」（東京都吉祥寺）を、同時期にモスフードサービスが「MOS CLASSIC」（東京都千駄ヶ谷）に開業し、高価格帯のハンバーガーを模索したが、いずれも「ファストフードの最高峰」のポジション止まりで、「グルメバーガー」の域には達しておらず、はからずしも「ファストフード的なハンバーガーの延長線上にはグルメバーガーは存在しえない」ことの検証事例となった。

#### ご当地バーガー
「ご当地バーガー」という地域おこしの為のご当地グルメも見られる。

#### 日本におけるハンバーガーフランチャイズチェーン

##### 展開中のもの
- マクドナルド
- モスバーガー
- ロッテリア
- ファーストキッチン
- バーガーキング
- フレッシュネスバーガー
- ウェンディーズ - 2009年の撤退後、2011年に再進出。
- サンテオレ - 旧・明治サンテオレ。
- ドムドムハンバーガー
- クアアイナ
- カールスジュニア
- Rバーガー
- ラッキーピエロ - 北海道函館市を中心として道南地方に17店舗を展開[14]。
- A&W - 沖縄県に25店舗を構える。通称「エンダー」。
- ダグズバーガー - 国内に5店舗を構える。
- Jef（ジェフ） - 沖縄県に5店舗を構える。
- シェイク・シャック
- ウマミバーガー
- ファットバーガー
- THE COUNTER
- Teddy's Bigger Burgers
- the 3rd Burger
- TORIKI BURGER - 居酒屋チェーン鳥貴族が運営するチキンバーガー専門店。
- サフラーハンバーガー(山形県を中心に展開。現在は江俣店のみ)
- JJバーガー
- ライオンバーガー
- Mom's Touch
- MASAJRO BURGER
- ホームワークス

##### 撤退したもの
- Becker's（ベッカーズ）
- サンディーヌ（経営は日本レストランエンタプライズ）
- アートサンズ（アートコーヒーの系列店）
- たいんばーがー （東京・堀切などに店舗有り）
- バーガーエクスプレス
- バーガーキッド
- バーガーワールド
- ワールドバーガーランド
- ココ、サンドイッチ&バーガー
- バーガークラシック
- ブルースターバーガー
- OATMAN DINER - 埼玉県川越市、東京・池袋などに店舗有り。
- ハンバーガーショップ スワロウ
- クイズノス・サブ
- 森永LOVE
- バーガーシティ
- グリコア - 江崎グリコグループ。
- ウインピー
- ハンダス - ミツカングループ。ミツカンの本拠地である愛知県半田市に因んだネーミング。
- VICMONT（ビクモン） - 沖縄県で2008年秋まで展開していた。
- 雪印スノーピア
- アービーズ
- ホワイトキャッスル

### 台湾
台湾には、主に夜市と屋台で販売されている割包というハンバーガーがある。割包は、半月型の白色の蒸しパンに豚角煮と高菜、粉にしたピーナッツが挟まれている。割包の半月型の形が財布に似ているとされており、金運が上がる縁起の良い料理とされている。また、ハンバーガーチェーンについては、マクドナルド、バーガーキング、モスバーガー、ロッテリアなどが出店しており、高雄市や台南市などの台湾南部には、フライドチキンバーガーを売りにした丹丹漢堡というハンバーガーチェーンがある。

### 香港
香港では、外資系のハンバーガーチェーンの出店が進んでいる。香港には、マクドナルドやモスバーガー、バーガーキング、フィリピン人労働者が多いことからジョリビーなどが出店している。また、茶餐廳の有名店である蘭芳園のカツを使用したハンバーガーである金牌猪扒包は香港市民の間で広く知られている。

### 中国
西安市には、 肉夾饃という白色のパンに煮込んだ細切りの肉を挟んだハンバーガーがある。また、中国にはマクドナルド、バーガーキング、カールスジュニア、シェイク・シャック、モスバーガーといった外資系のハンバーガーチェーンが出店しており、2020年以降、事業拡大が盛んである。

### 韓国
韓国では、マクドナルドとロッテリアでプルコギバーガー、KFCでチキンプルコギ、バーガーキングでプルコギワッパーというプルコギ味のハンバーガーが限定販売されている。また、分厚いチキンバーガーで知られているMom's Touch（マムズタッチ）という韓国全土に展開しているハンバーガーチェーンがある。

### 北朝鮮
2009年6月に北朝鮮当局は、シンガポールの会社と契約し、平壌直轄市牡丹峰区域に北朝鮮初のハンバーガーショップである三台星清涼飲料店をオープンさせた。翌年には、万景台区域にある凱旋青年公園内に新しい支店がオープンしている。三台星清涼飲料店のメニューにあるフィッシュバーガーにはヒラメを使用しており、ハンバーガーとキムチやマッシュポテトのセットメニューも販売されている。また、高麗航空の機内食では、ハンバーガーが提供されている。

### タイ
タイでは、外資系のハンバーガーチェーンが多く出店しており、マクドナルド、バーガーキング、カールスジュニア、モスバーガー、25ディグリーズなどが出店している。バンコクの歓楽街ナナ・プラザでキッチンカーで販売を行っているナナ・バーガーは、ハンバーガーの有名店として知られている。

### インド
インドでは、ヒンドゥー教の影響により、牛肉の摂取が禁忌となっており、マクドナルドやバーガーキングのメニューでもチキンを使用したハンバーガーが大多数となっている。また、インドには、ベジタリアンの国民も多くいるため、ベジタリアン向けのメニューがマクドナルドに存在している。

### オーストラリア
オーストラリアでは、マクドナルドの他にバーガーキング系列のハングリージャックスと2004年に創業したヘルシーなハンバーガーを売りにしたグリルドというハンバーガーチェーンがある。

### ニュージーランド
ニュージーランドでは、1995年にオークランドで創業したニュージーランド産の牛肉を100%使用しているBurger Fuelというハンバーガーチェーンがニュージーランド国内各地あり、2006年以降、オーストラリアやアメリカ、中東諸国にも進出を果たしている。また、南島のクイーンズタウンには、CNNやロンリープラネットで賞賛された地産地消を行っているファーグバーガーというハンバーガーレストランが存在している。

### フランス
フランスでは、コンサルタント会社ジラ・コンセイユの調査によると、2017年に販売されたハンバーガーが約14億6000万個 とサンドウィッチ（ジャンボン・ブール）の約12億2000万個を上回り、ハンバーガーの販売数は10年前の約14倍だったことが判明した。また、フランス通信社の記事によると、フランス国内のレストランの約85%がハンバーガーを提供しており、マクドナルドやバーガーキングといったファストフード店での販売が全体の30%で残り70%がレストランでの販売であった。

### イタリア
フィレンツェでは、最高級ブランド牛であるキアニーナ牛を使用したハンバーガーが存在する。シチリア島のパレルモには地元民によく食べられている煮込んだモツ肉を使用したハンバーガーが存在している。また、イタリアではハンバーガーはパニーノもしくはパニーニと呼ばれることも多い。

### ギリシャ
ギリシャでは、 1975年にヤニス・ディオニシアディスがテッサロニキで創業したGOODY’Sというハンバーガーチェーンがギリシャ国内でマクドナルドより売上を上げている。GOODY’Sは、ヨーロッパのファストフードを提供している企業の中で売上高10位に位置しており、キプロスやブルガリアにも出店している。ヨーロッパで初めて良質なオリーブ・オイルだけで調理を行ったファストフード店である。

### マルタ
マルタでは、パテにマルタ料理によく登場するウサギ肉を使用したハンバーガーを提供するレストランが存在している。また、伝統的に食べられているフティーラというパンをバンズとしたハンバーガーも存在している。

### スウェーデン
スウェーデンでは、牛肉のパテと野菜にオリジナルドレッシングがたくさん掛かったマックスオリジナルバーガーが有名なマックスハンバーガーがコマーシャルエージェンシー ISI Wissing ABの調査によると、マクドナルドとバーガーキングを抑えてファストフード店市場占有率1位で約40%を占めている。

### フィンランド
フィンランドにはパテにトナカイやヘラジカの肉を使用したハンバーガーを提供するレストランが存在している。また、バンズにライ麦を使用したハンバーガーがあるヘスバーガーはフィンランド国内でマクドナルドの店舗数を上回っており、エストニアやラトビア、リトアニアなどにも出店している。

### ロシア
ロシアでは、ソ連時代の1990年1月31日、モスクワにあるプーシキン広場でマクドナルドの1号店がオープンしたことをきっかけにハンバーガーブームが発生した。当時ビッグマック1個の値段が1ヶ月のメトロ、バスなどの交通費と同じくらいであったが、オープン初日には、3万人以上が店舗を訪れており、使い捨ての容器がお土産になるほどであった。マクドナルドへの行列は1992年になっても続き、2号店のオープニングセレモニーには当時の大統領であったボリス・エリツィンも参加している。2017年頃から、モスクワやサンクトペテルブルクを中心に高価格帯でクオリティの高いプレミアムバーガーがブームになっており、提供するレストランが乱立している。また、ロシアではグレーチカという蕎麦の実を使用したハンバーガーやライ麦バーガーが人気を博している。ライ麦バーガーについては、ハンバーガーを提供しているほぼ全てのレストランで販売されている。

### セルビア
セルビアには、 国民食の一つである肉料理のチェヴァプチチを挟んだハンバーガーを提供するレストランが多く存在している。また、レスコヴァツの名物料理でスパイスが効いた肉料理のプレスカヴィツァを挟んだハンバーガーも存在している。

### 北マケドニア
北マケドニアのハンバーガーには、フライドポテトが挟まれている。また、かつてマクドナルドは北マケドニア国内に7店舗あり、2013年に撤退した。撤退した理由としてマクドナルドのハンバーガーにはフライドポテトが挟まれていないからだという噂もある。

### トルコ
トルコには、ウルスラック・ブルゲルという濡れバーガーが存在する。ウルスラック・ブルゲルは、主にケバブ屋で蒸した状態で販売されている。上下のハンズはソースに浸している。具はハンバーグ1枚だけとなっていることが多い。

### カナダ
カナダには、ハービーズというハンバーガーチェーンがあり、野菜やソースをカウンターにあるケースから選ぶことができ、オリジナルのハンバーガーを作ることが可能である。また、1928年に創業したハンバーガーチェーンであるトリプルオーズは、カナダ産牛肉のパテと巨大なピクルスを売りにしている。

### メキシコ
メキシコでは、ハンバーガーを販売している屋台が多く営業している。また、アボカドや細く切ったトルティーヤを挟んだハンバーガーも多く存在している。

## ハンバーガーを題材とした作品
- 本日のバーガー - 原作：花形怜、作画：才谷ウメタロウによる漫画。2015年から2021年まで芳文社の週刊漫画TIMESで連載され、全18巻（143話）が刊行されている。

## ハンバーガーと食中毒
ハンバーグのパティは、挽肉を成型して調理する過程で有害な菌の混入、繁殖が生じる機会が生じやすく、これを原因とする集団食中毒の発生がしばしばみられる。重篤な食中毒を引き起こす腸管出血性大腸菌の代表格であるO-157自体、1982年に米国オレゴン州とミシガン州で発生した、大手ハンバーガーチェーンの集団食中毒事件を契機に発見されたものである。この事件を契機に、各外食チェーン店でHACCPの導入など衛生面の管理強化が進んだが、1993年には再びアメリカのハンバーガーチェーン店、ジャック・イン・ザ・ボックスの大腸菌集団感染があり、全米各地で被害者が続出して社会問題となった。
日本でも2018年、大手ハンバーガーチェーン「モスバーガー」19店舗にて計28人が腸管出血性大腸菌O125による食中毒が発生した。

## 参考書籍
- アンドルー・F・スミス（著）、小巻靖子（訳）『ハンバーガーの歴史 :世界中でなぜここまで愛されたのか?』スペースシャワーネットワーク、2011年。ISBN 978-4860204174。
- 白根智彦（著）、吉澤清太（調理技術監修）『ハンバーガーとは何か?』グラフィック社、2024年。ISBN 978-4766138313。